# Caterham CT03
Caterham CT03 — гоночный автомобиль с открытыми колёсами, спроектированный и построенный командой Caterham F1 для участия в чемпионате мира по автогонкам в классе «Формула-1» сезона 2013 года.
Caterham CT03 стал первым болидом, созданным командой на её новой базе в Лифилде. Прошлогодний болид именовался как CT01, а новый получил название CT03. Это связано с тем, что индекс 02 был присвоен дорожному автомобилю компании Caterham Cars. Болид CT03 является эволюционным продолжением прошлогоднего CT01, а не новой машиной. В частности - осталась без изменений "ступенька" на носовом обтекателе, так характерная для сезона 2012 года. Из видимых отличий - слегка изменилась окраска: болид окрашен в традиционные зелёный и жёлтый цвета, но более светлых оттенков.

## Презентация
Презентация болида состоялась 5 февраля 2013 года на автодроме «Херес», расположенном в Испании — за 15 минут до начала первого дня предсезонных тестов «Формулы-1».

## Результаты выступлений в Формуле-1
| Легенда к таблице |                                                                    |
| --- | ------------------------------------------------------------------ |
| В таблице перечислены результаты всех Гран-при Формулы-1, в которых использовался автомобиль. Строками таблицы являются сезоны, столбцами — этапы чемпионата мира. В каждой клетке указаны сокращённое название этапа и результат, дополнительно обозначенный цветом. Расшифровка обозначений и цветов представлена в нижеследующей таблице. |                                                                    |
| \| Пример \| Описание \| \| ------------ \| ------------------------------------------------------------------ \| \| 1 \| Победитель \| \| 2 \| Второе место \| \| 3 \| Третье место \| \| 5 \| Финишировал, заработав очки \| \| Сход \| Не финишировал, но при этом заработал очки \| \| 12 \| Финишировал, не получив очков \| \| НКЛ \| Финишировал, но не попал в финальную классификацию \| \| 15 \| Участвовал вне зачёта, либо по отдельной классификации \| \| 18 \| Не финишировал, но попал в финальную классификацию \| \| Сход \| Не финишировал \| \| НКВ \| Не прошёл квалификацию \| \| НПКВ \| Не прошёл предквалификацию \| \| ДСК \| Дисквалифицирован \| \| ИСК \| Исключён из протокола соревнований \| \| ТТ \| Заявлен для участия только в тренировках \| \| НС \| Участвовал в квалификации, но не стартовал в гонке \| \| Т \| Травмирован или болен \| \| ОТК \| Отказ от участия \| \| НТР \| Прибыл на соревнования, но на трассу не выезжал \| \| НПР \| Был заявлен в числе участников, но не прибыл к началу соревнований \| \| О \| Соревнования отменены \| \| \| Не участвовал \| \| Поул-позиция \| \| \| Быстрый круг \| \| |                                                                    |
| Пример | Описание                                                           |
| 1 | Победитель                                                         |
| 2 | Второе место                                                       |
| 3 | Третье место                                                       |
| 5 | Финишировал, заработав очки                                        |
| Сход | Не финишировал, но при этом заработал очки                         |
| 12 | Финишировал, не получив очков                                      |
| НКЛ | Финишировал, но не попал в финальную классификацию                 |
| 15 | Участвовал вне зачёта, либо по отдельной классификации             |
| 18 | Не финишировал, но попал в финальную классификацию                 |
| Сход | Не финишировал                                                     |
| НКВ | Не прошёл квалификацию                                             |
| НПКВ | Не прошёл предквалификацию                                         |
| ДСК | Дисквалифицирован                                                  |
| ИСК | Исключён из протокола соревнований                                 |
| ТТ | Заявлен для участия только в тренировках                           |
| НС | Участвовал в квалификации, но не стартовал в гонке                 |
| Т | Травмирован или болен                                              |
| ОТК | Отказ от участия                                                   |
| НТР | Прибыл на соревнования, но на трассу не выезжал                    |
| НПР | Был заявлен в числе участников, но не прибыл к началу соревнований |
| О | Соревнования отменены                                              |
| | Не участвовал                                                      |
| Поул-позиция |                                                                    |
| Быстрый круг |                                                                    |

| Сезон | Команда          | Двигатель                | Ш | Пилоты             | 1   | 2   | 3   | 4   | 5    | 6    | 7    | 8   | 9   | 10  | 11   | 12  | 13  | 14  | 15   | 16   | 17  | 18  | 19   | Место | Очки |
| ----- | ---------------- | ------------------------ | - | ------------------ | --- | --- | --- | --- | ---- | ---- | ---- | --- | --- | --- | ---- | --- | --- | --- | ---- | ---- | --- | --- | ---- | ----- | ---- |
| 2013  | Caterham F1 Team | Renault RS27-2013 2,4 V8 | P |                    | АВС | МАЛ | КИТ | БАХ | ИСП  | МОН  | КАН  | ВЕЛ | ГЕР | ВЕН | БЕЛ  | ИТА | СИН | КОР | ЯПО  | ИНД  | АБУ | США | БРА  | 11    | 0    |
| 2013  | Caterham F1 Team | Renault RS27-2013 2,4 V8 | P | Шарль Пик          | 16  | 14  | 16  | 17  | 17   | Сход | 18   | 15  | 17  | 15  | Сход | 17  | 19  | 14  | 18   | Сход | 19  | 20  | Сход | 11    | 0    |
| 2013  | Caterham F1 Team | Renault RS27-2013 2,4 V8 | P | Гидо Ван дер Гарде | 18  | 15  | 18  | 21  | Сход | 15   | Сход | 18  | 18  | 14  | 16   | 18  | 16  | 15  | Сход | Сход | 18  | 19  | 18   | 11    | 0    |